# ティッセン＝ボルネミッサ美術館
ティッセン＝ボルネミッサ美術館 (スペイン語: Museo de Arte Thyssen-Bornemisza) は、マドリードにある美術館。プラド美術館の程近くにある。

## 歴史
ティッセン＝ボルネミッサ美術館の元となっているコレクションは、1920年代にドイツの鉄鋼財閥ティッセン家とハンガリー貴族ボルネミッサ男爵家の流れを汲むハインリヒ・ティッセン＝ボルネミッサ男爵が買い集めたものが最初である。その息子のハンス・ハインリヒ・ティッセン＝ボルネミッサ男爵は近現代の作品にも目を向け、コレクションに加えていった。
ティッセン＝ボルネミッサ男爵家の個人コレクションは、英国のエリザベス女王のコレクションに次いで世界第2位と言われている。男爵は1985年に元ミス・スペインのカルメン・セルベーラと結婚、それがきっかけとなって男爵は将来自分のコレクションをスペイン政府に譲渡することを決めた。ティッセン＝ボルネミッサ美術館はボルネミッサ家のコレクションを借りるという形で1992年にオープンしたが、1年後にはそのコレクションはスペイン政府がすべて買い取った。男爵夫人は自身も著名なコレクターで、今でもこの美術館に関わっている。

## コレクション
古典絵画は主に父親のティッセン＝ボルネミッサ男爵によって収集されたもので、息子のティッセン＝ボルネミッサ男爵は19世紀・20世紀の作品を多く買い集めた。そのため、この美術館では8世紀にわたるヨーロッパ美術の流れを見ることが出来る。
14世紀・15世紀の重要な作品にはイタリアのドゥッチョ・ディ・ブオニンセーニャの作品や、ヤン・ファン・エイク、アルブレヒト・デューラー、ハンス・ホルバインといったフランドルやオランダ絵画がある。ルネッサンス期やバロック期の作品にはティツィアーノ、セバスティアーノ・デル・ピオンボ、カラヴァッジョ、ピーテル・パウル・ルーベンス、バルトロメ・エステバン・ムリーリョ、レンブラント・ファン・レイン、フランス・ハルス、ドメニコ・ギルランダイオ、ヴィットーレ・カルパッチョ等の作品がある。印象派や後期印象派の作品も多く、クロード・モネ、オーギュスト・ルノワール、エドガー・ドガ、フィンセント・ファン・ゴッホ等を所蔵している。20世紀の作品にはパブロ・ピカソやピエト・モンドリアン、エドワード・ホッパーなどがある。

## ギャラリー
Category:ティッセン＝ボルネミッサ美術館の所蔵品も参照

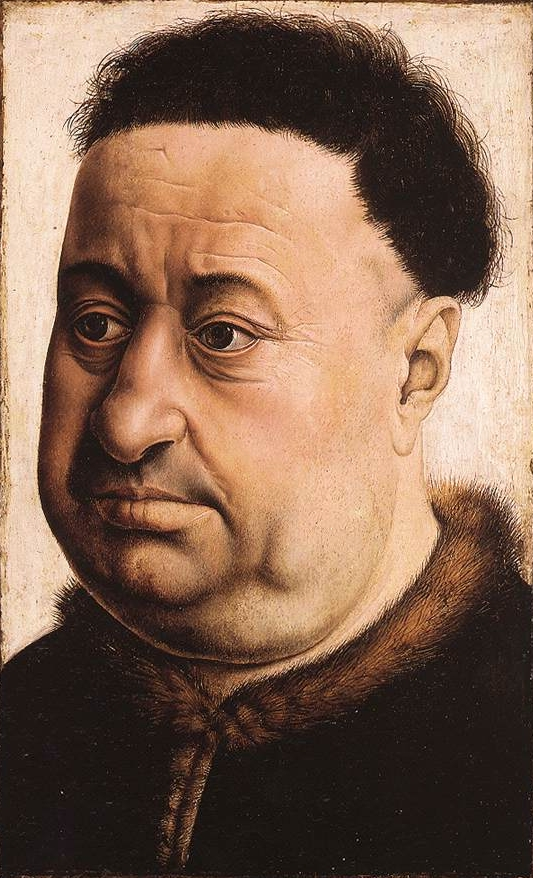
ロベルト・カンピン『太った男性の肖像』 1425年頃
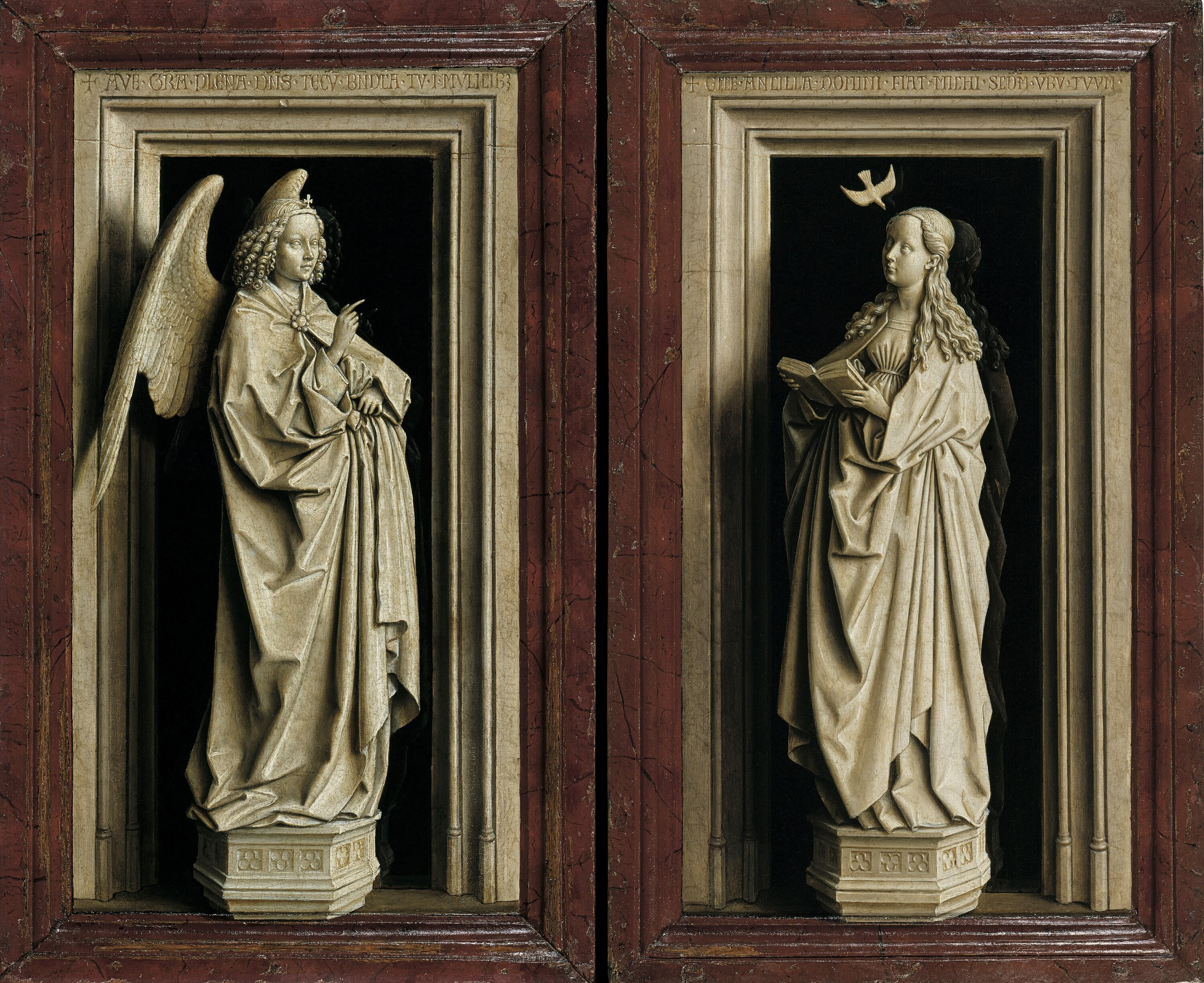
ヤン・ファン・エイク『受胎告知』 1434-1436年
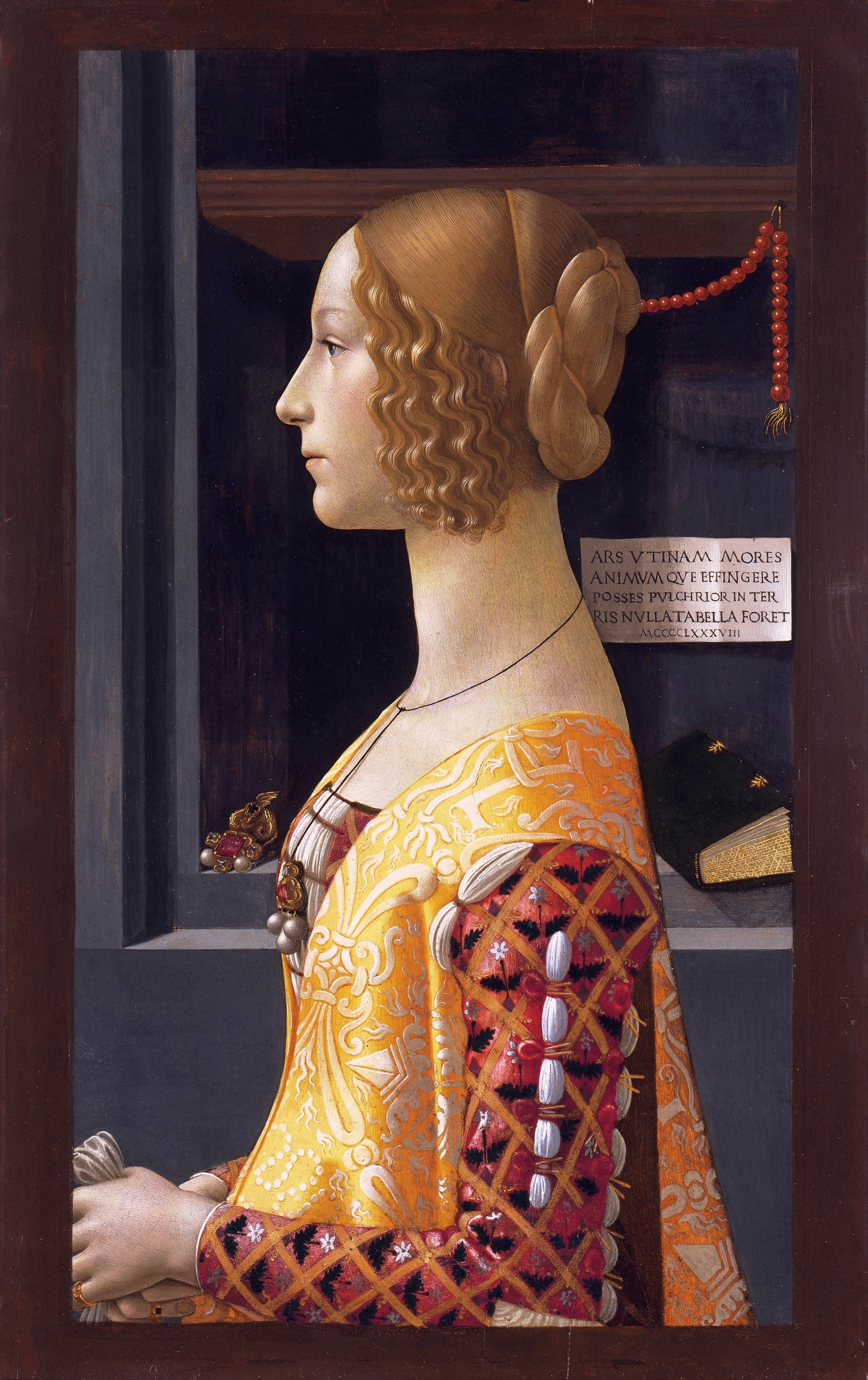
ドメニコ・ギルランダイオ『ジョヴァンナ・トルナブオーニの肖像』 1489-1490年
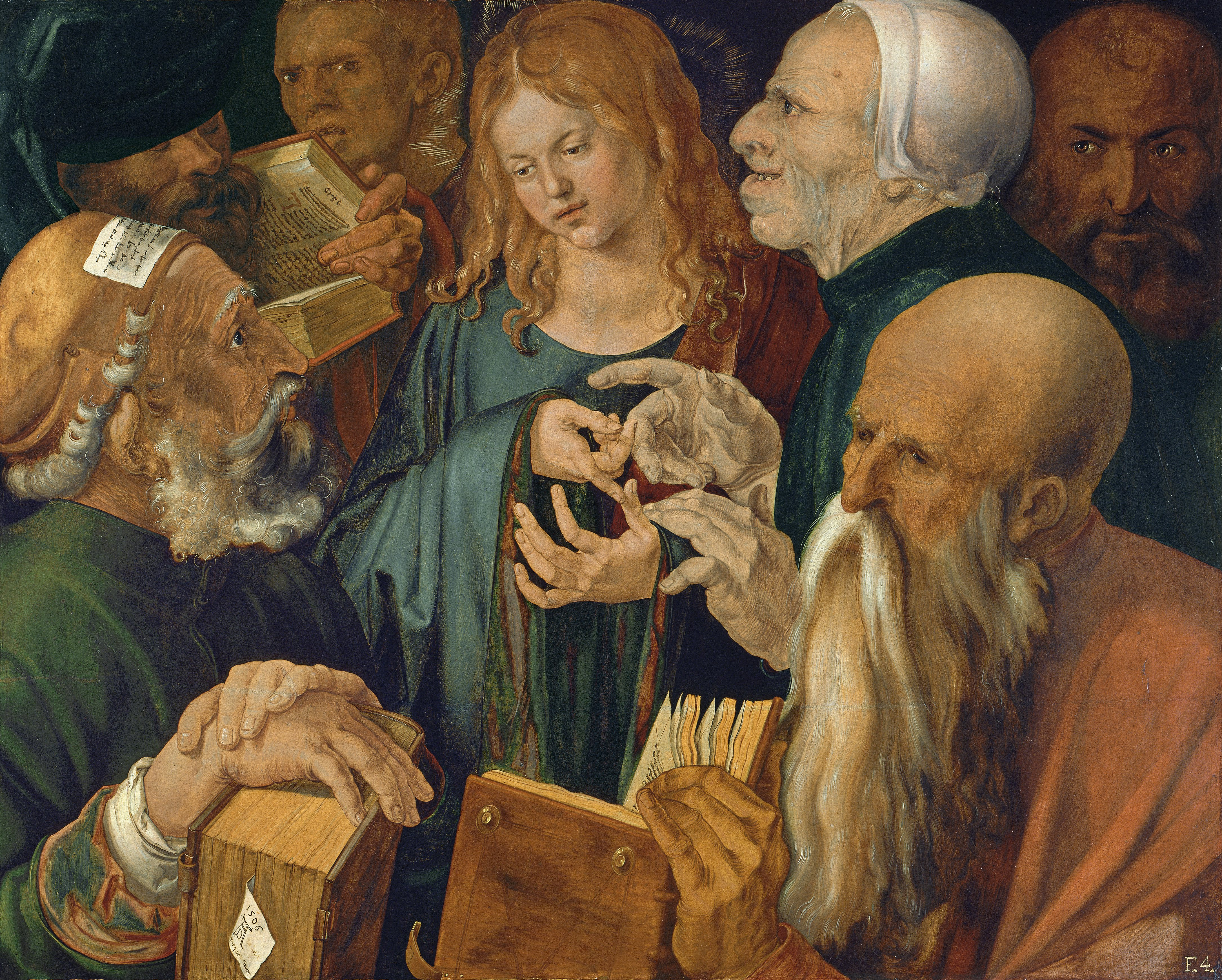
アルブレヒト・デューラー『博士たちの間のキリスト』1506年
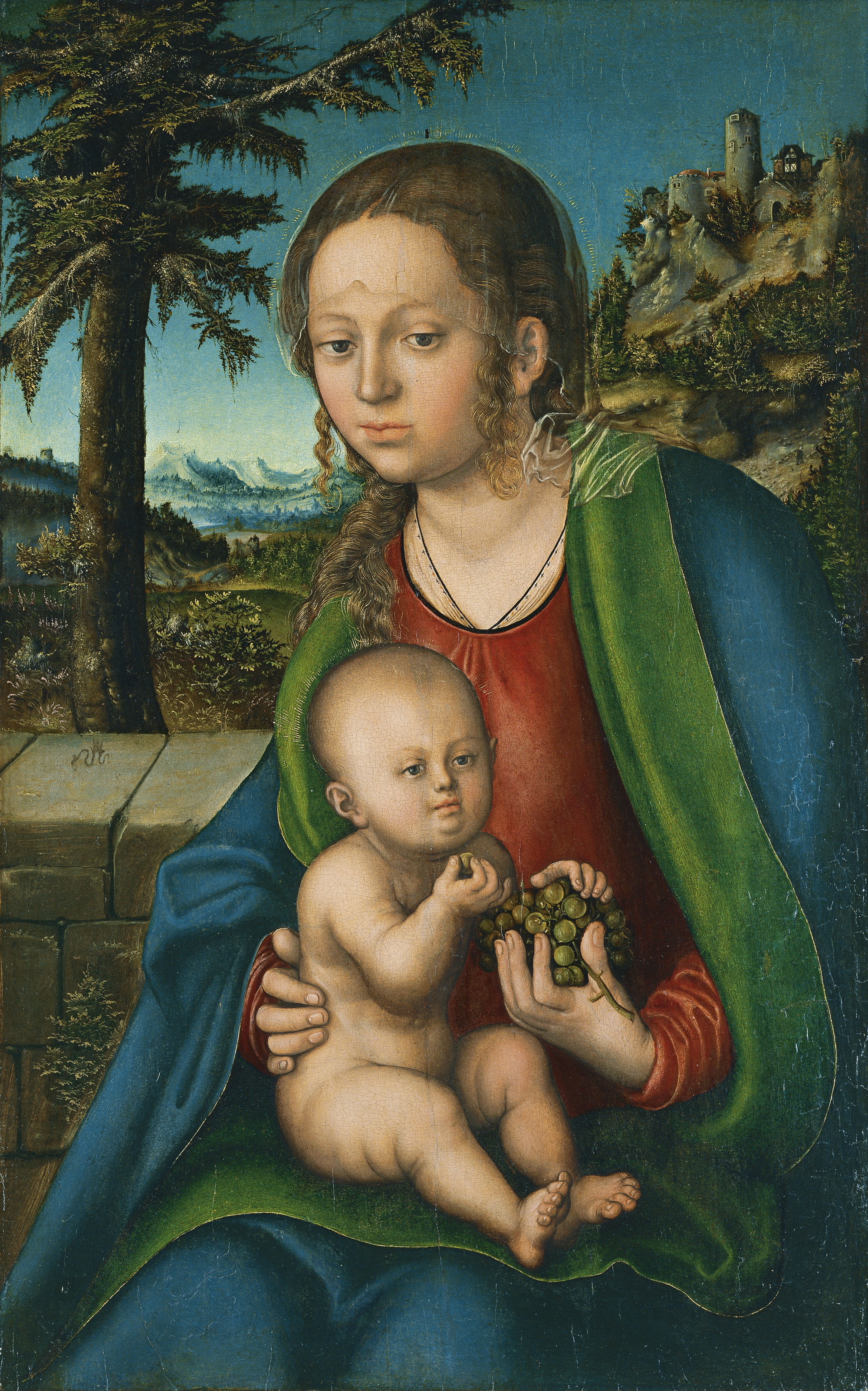
ルーカス・クラナッハ (父)『ブドウを持った聖母』1509-1510年
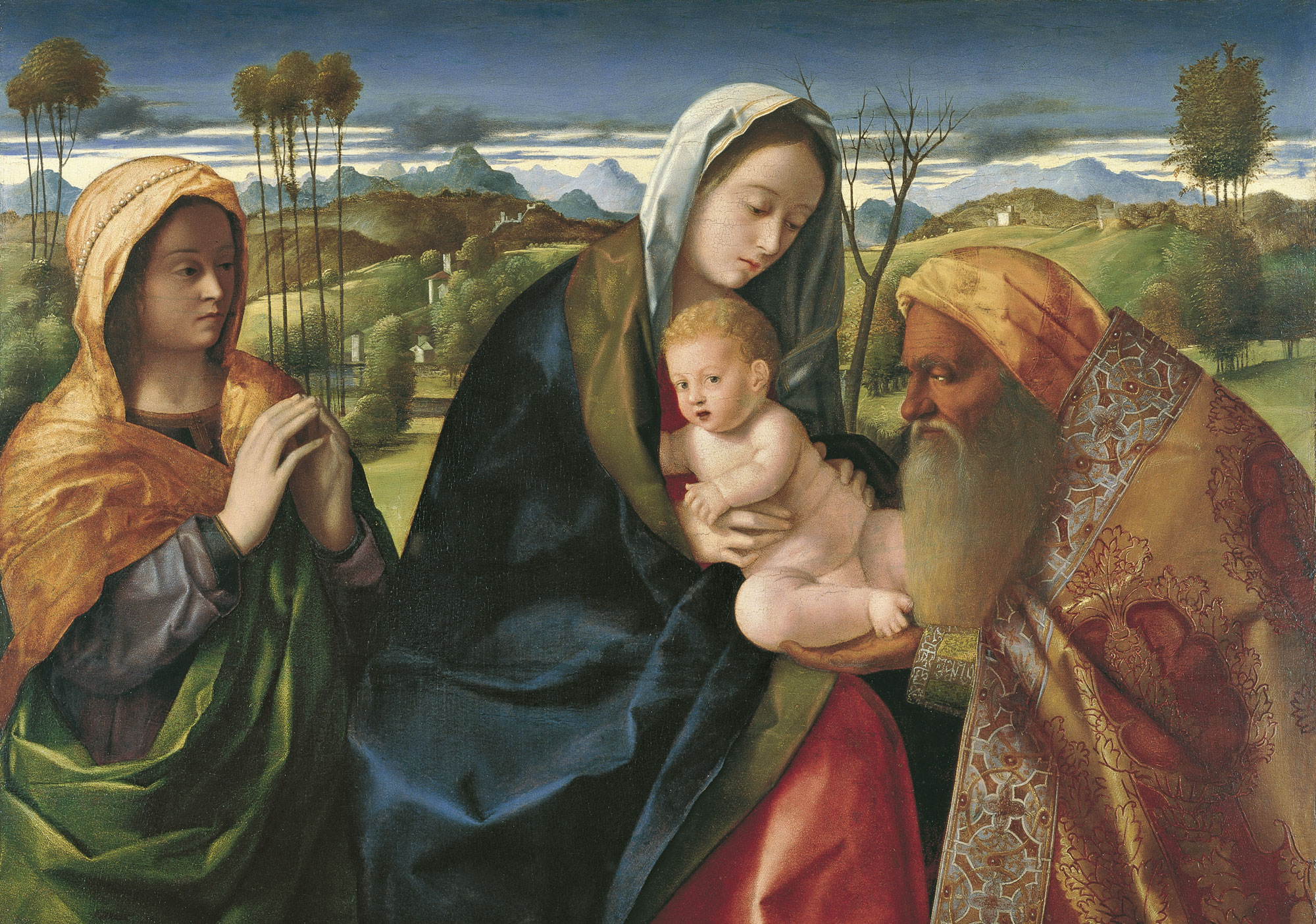
ジョヴァンニ・ベッリーニ『聖会話』1505-1510年
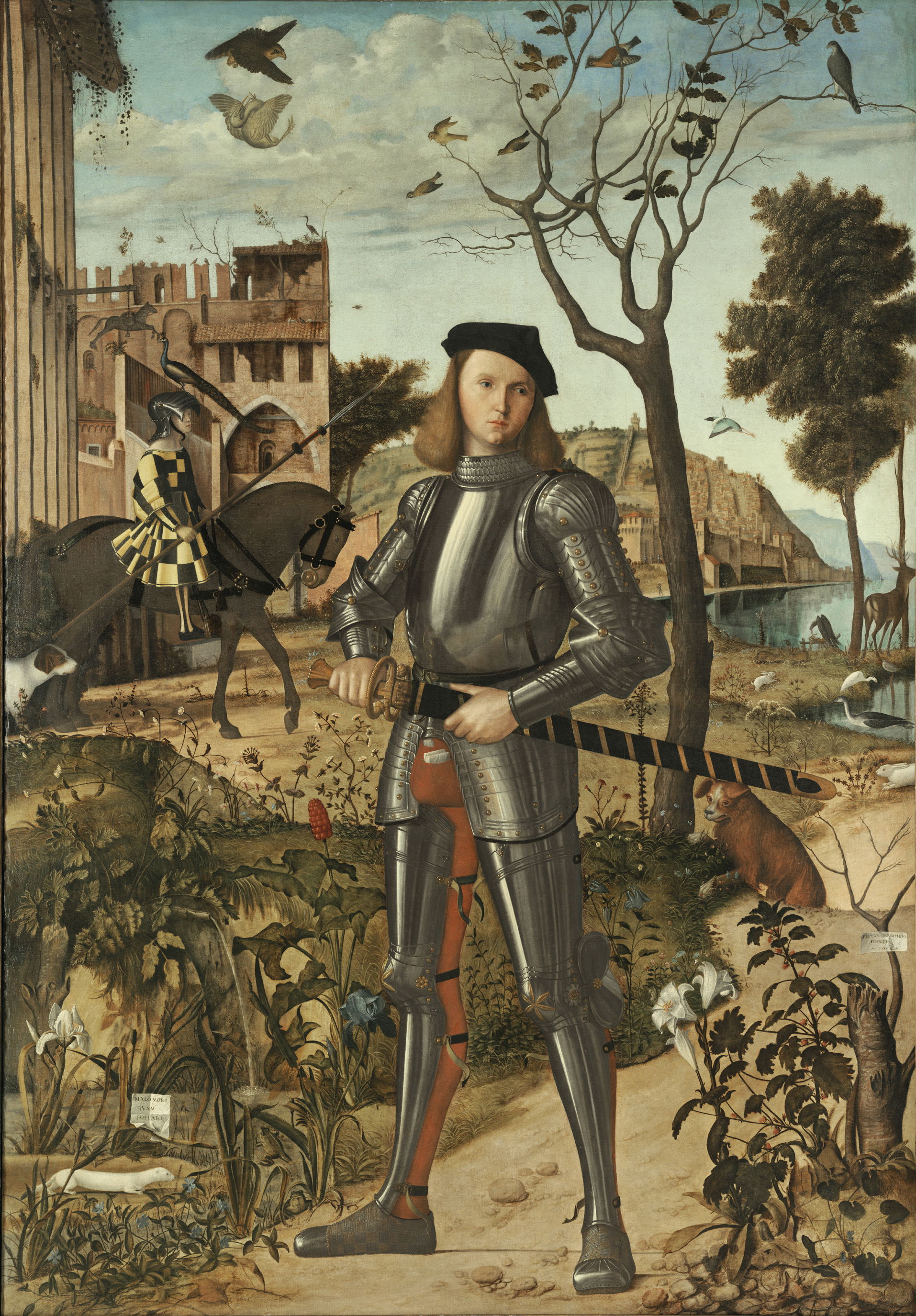
ヴィットーレ・カルパッチョ『若い騎士の肖像』1510年
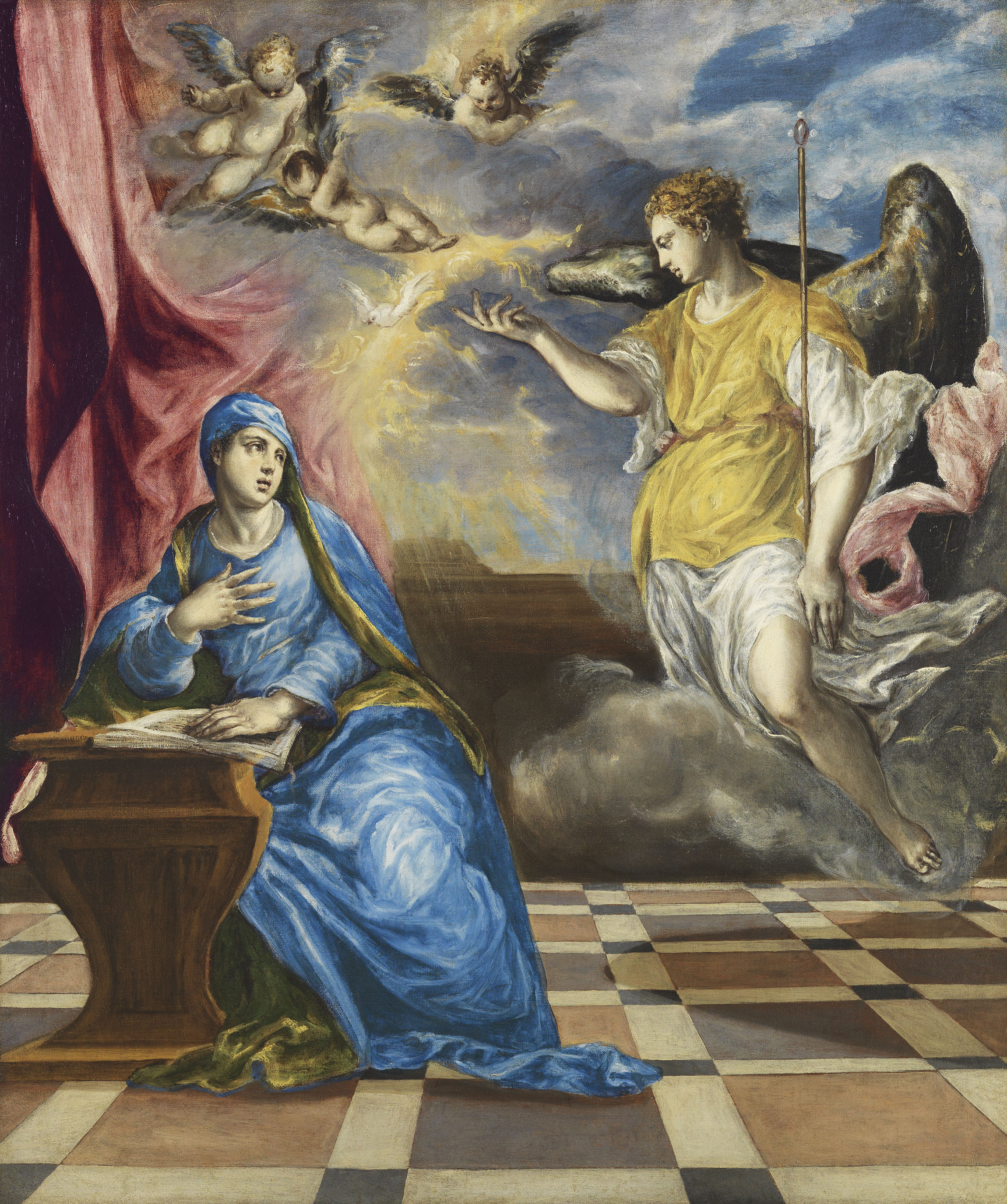
エル・グレコ『受胎告知』1575-1576年
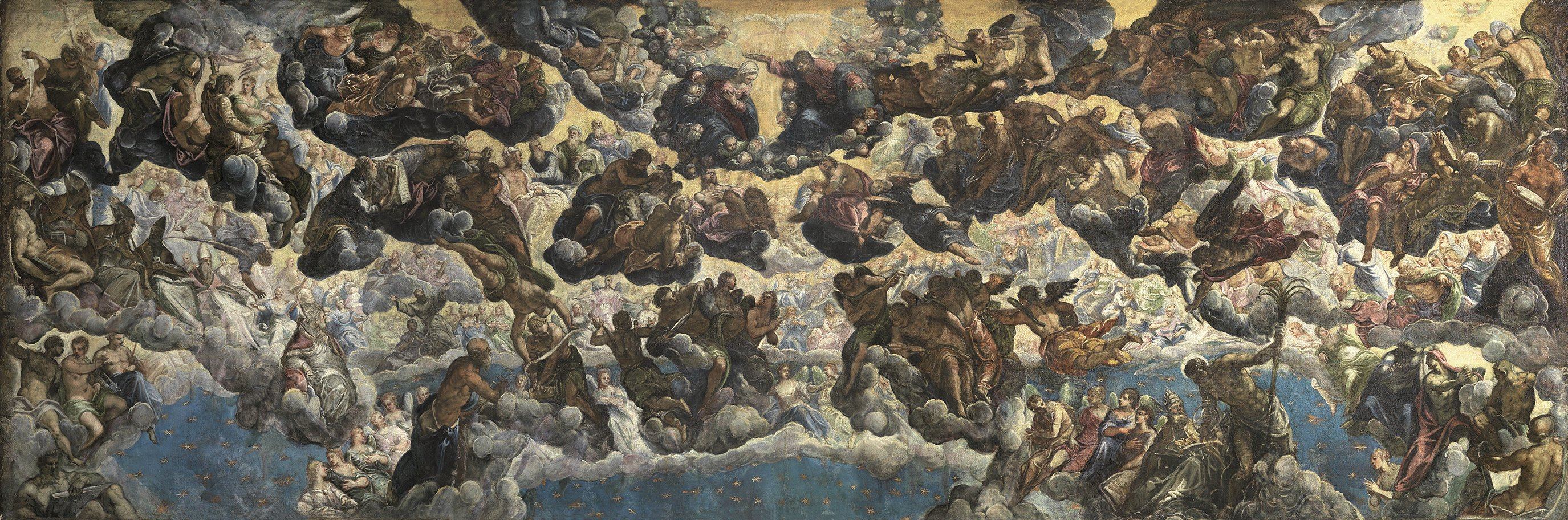
ティントレット『天国』1588年
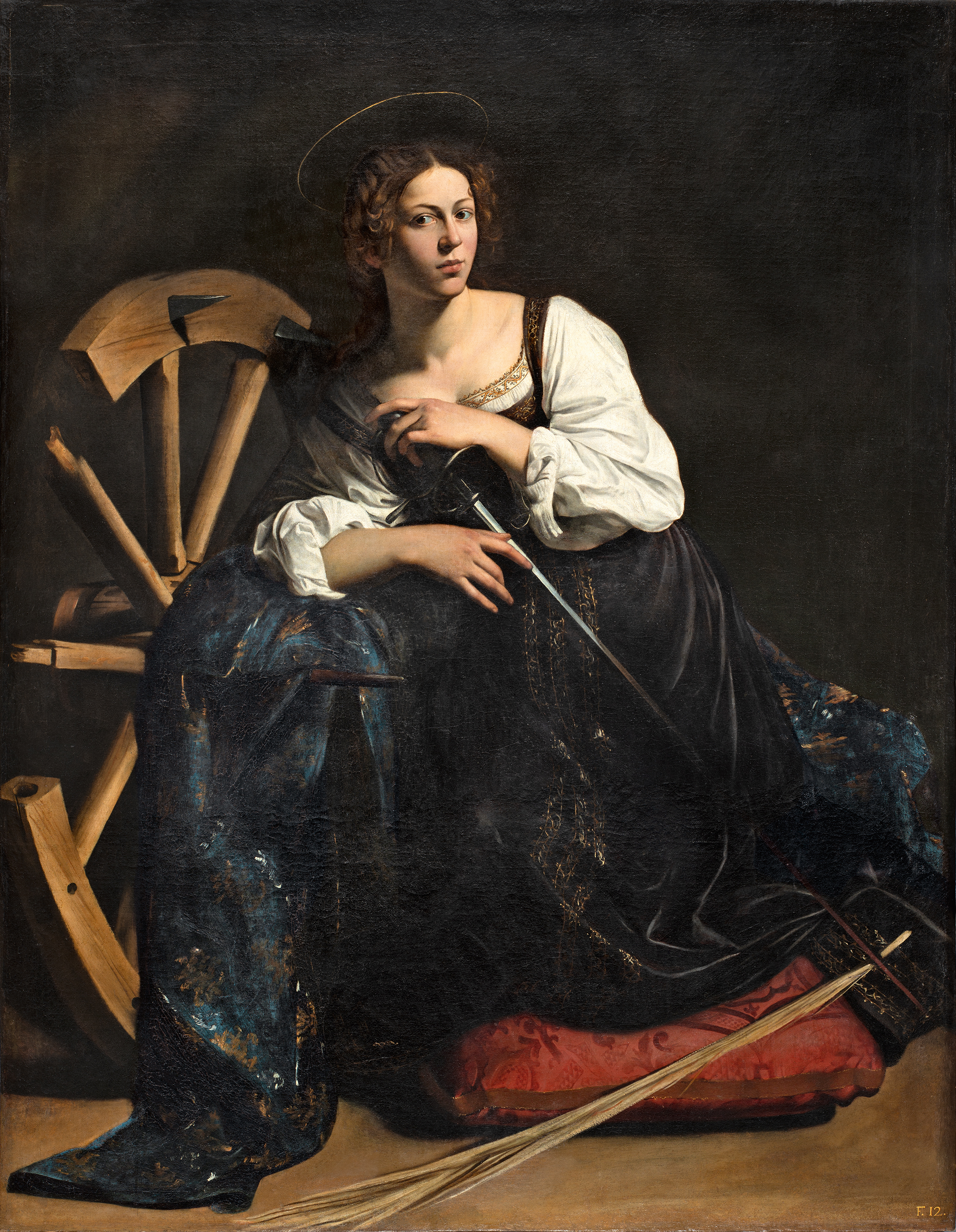
カラヴァッジョ『アレクサンドリアの聖カタリナ』1598年
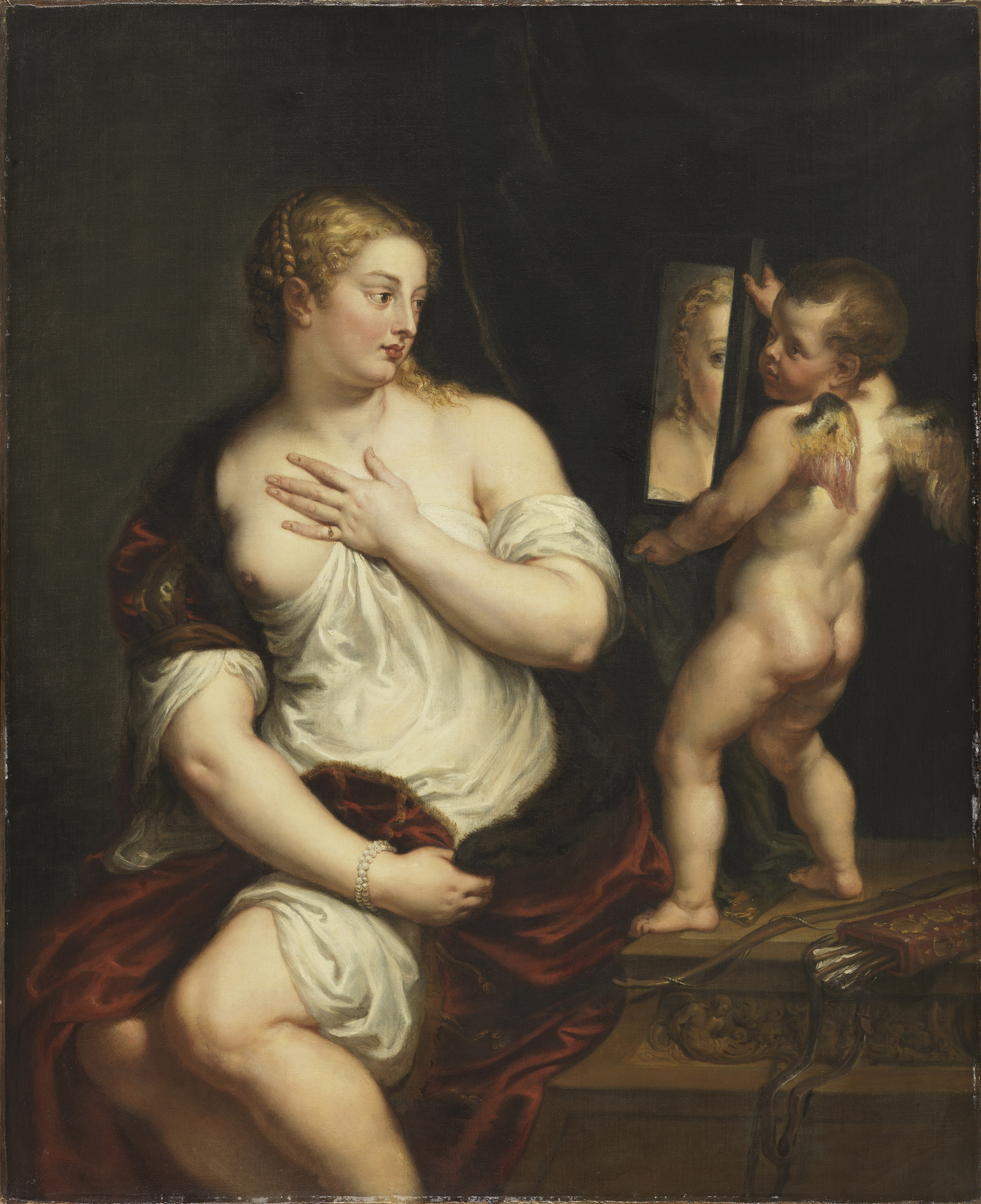
ピーテル・パウル・ルーベンス『ヴィーナスと鏡を持ったキューピッド』
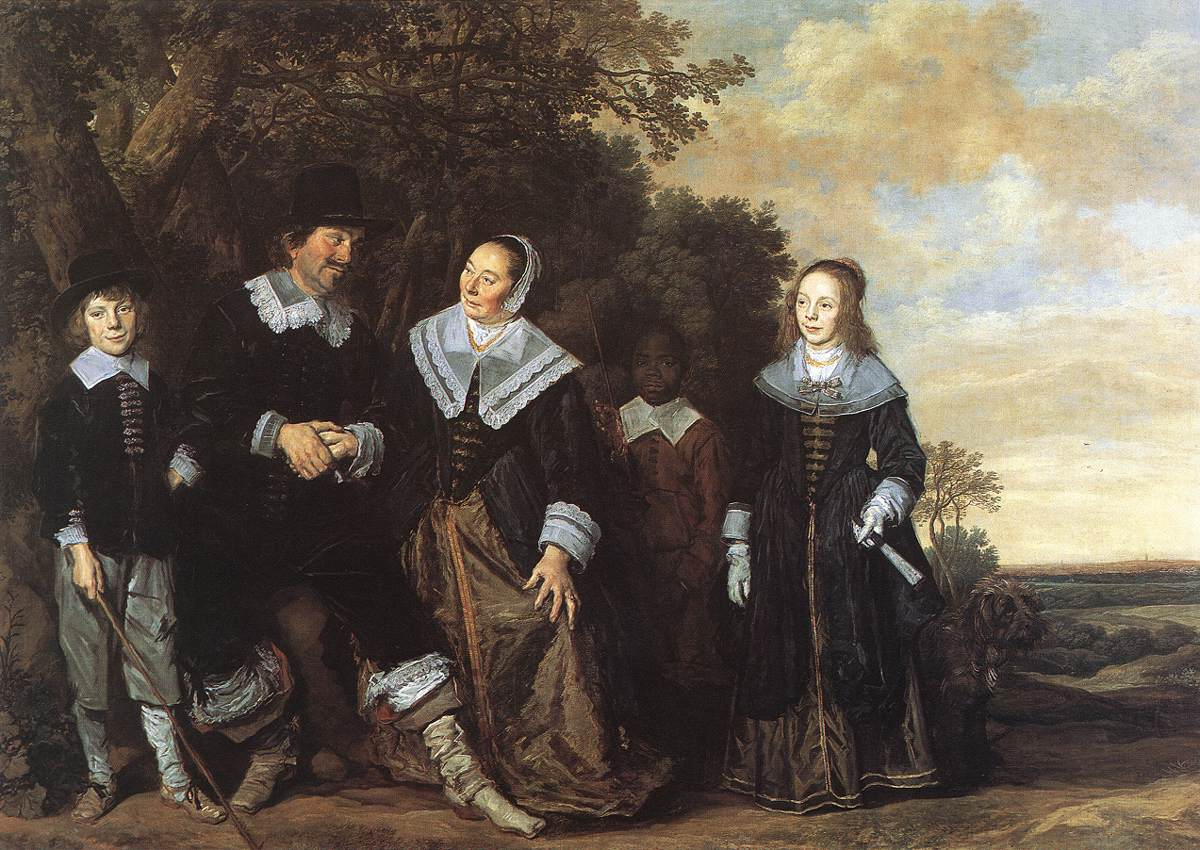
フランス・ハルス『風景の中の家族』1645-1648年頃
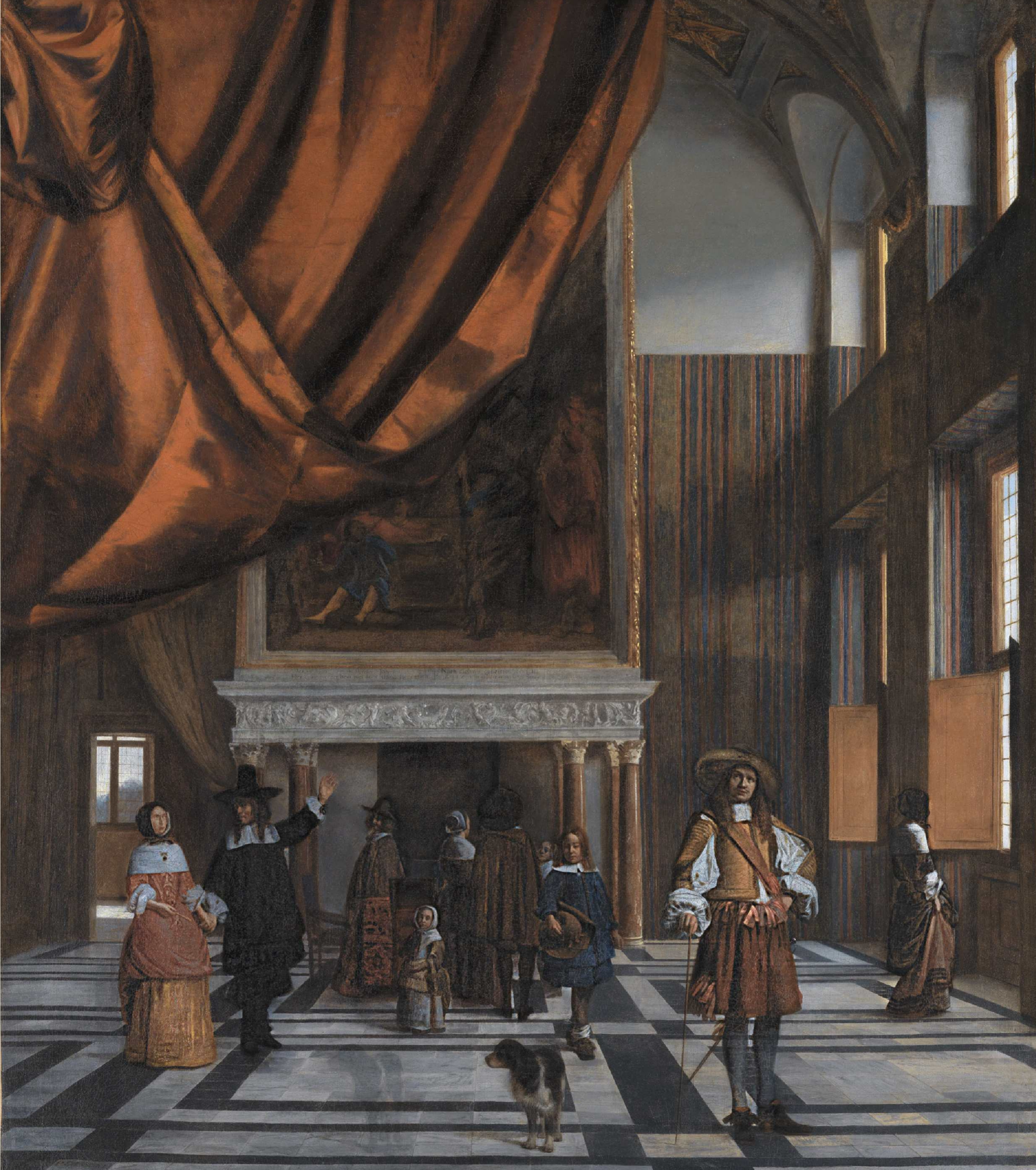
ピーテル・デ・ホーホ『アムステルダム市庁舎の評議会室』 (1663-1665年)
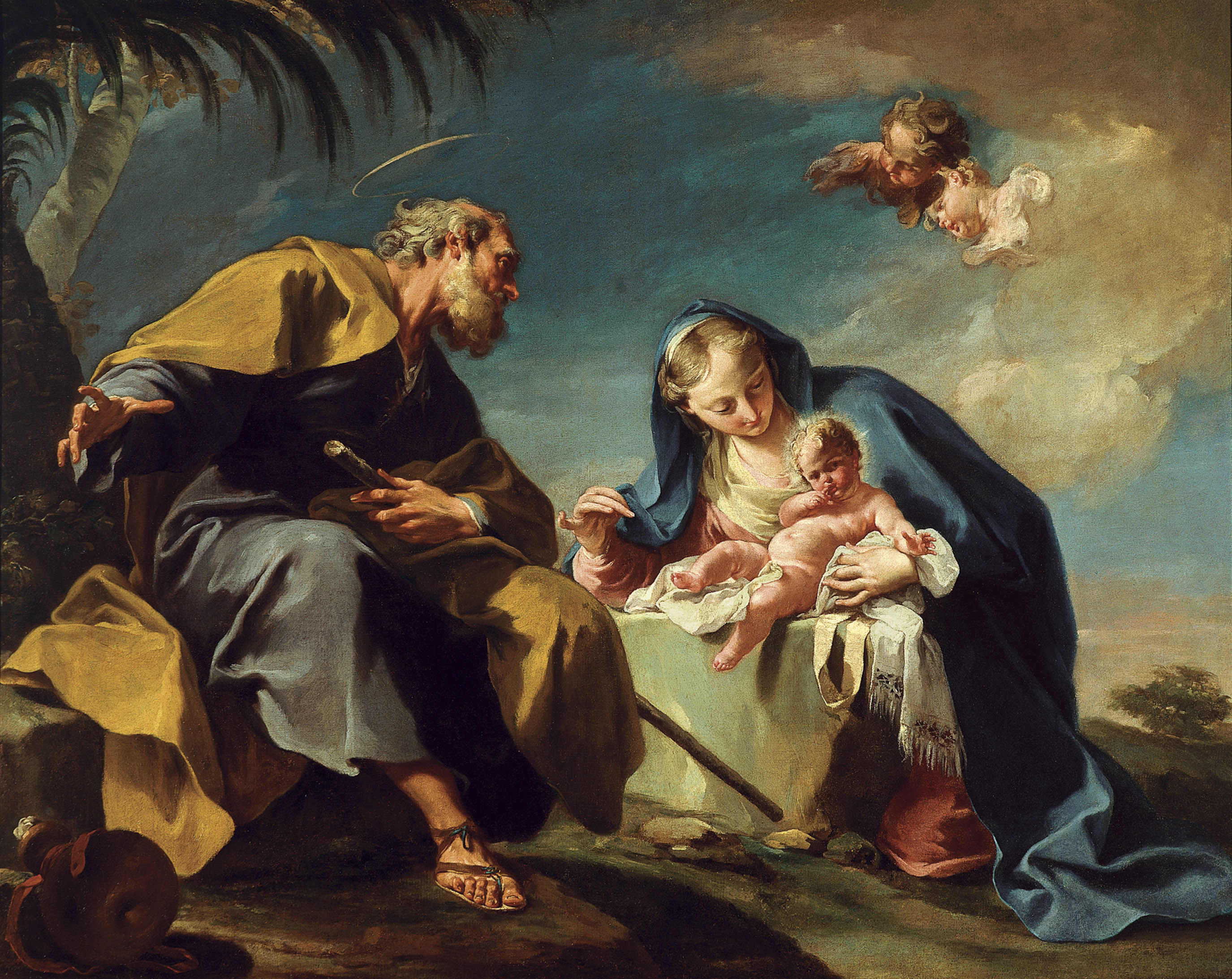
ジャンバッティスタ・ピットーニ『エジプトへの逃避』
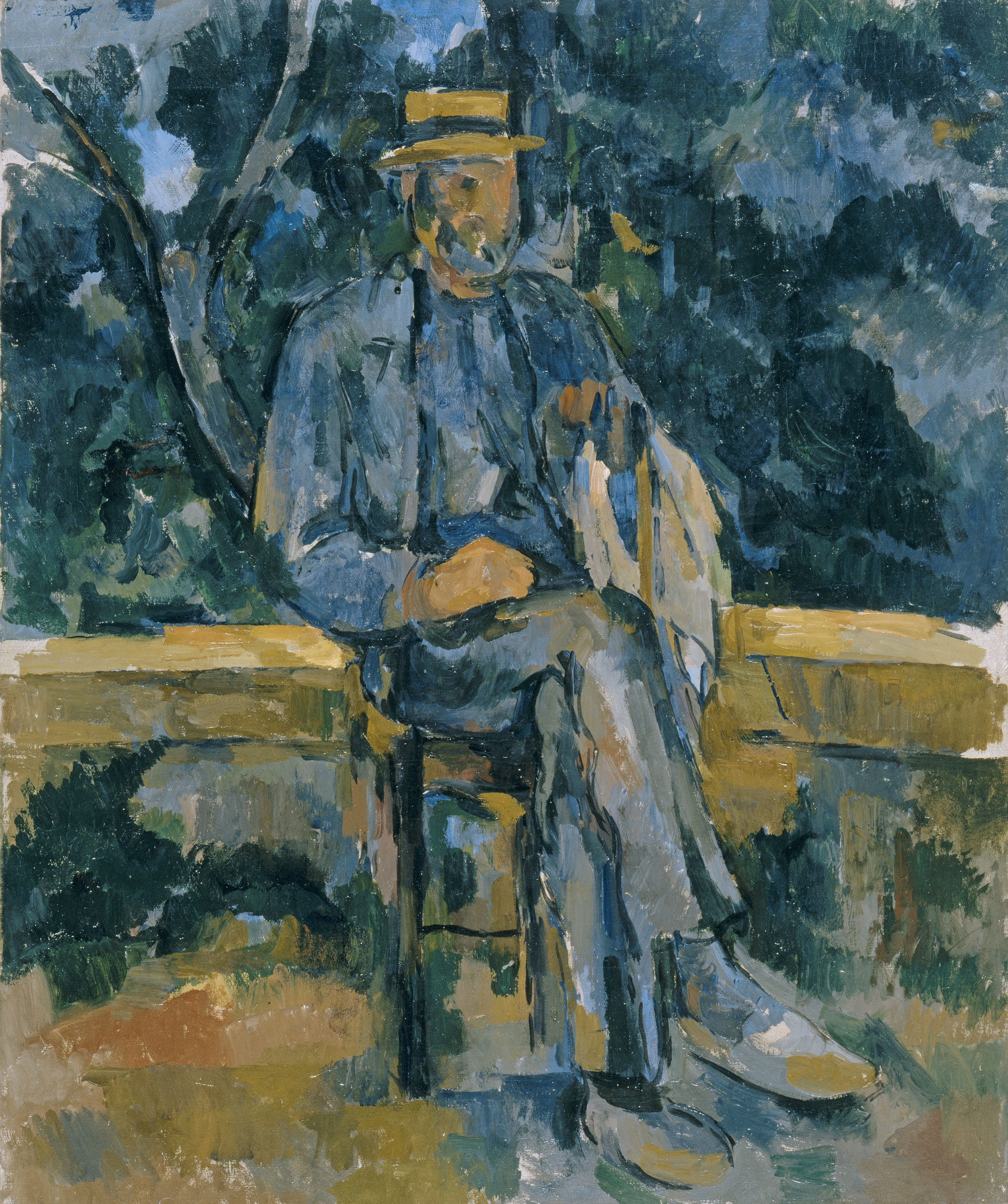
ポール・セザンヌ『農夫の肖像』
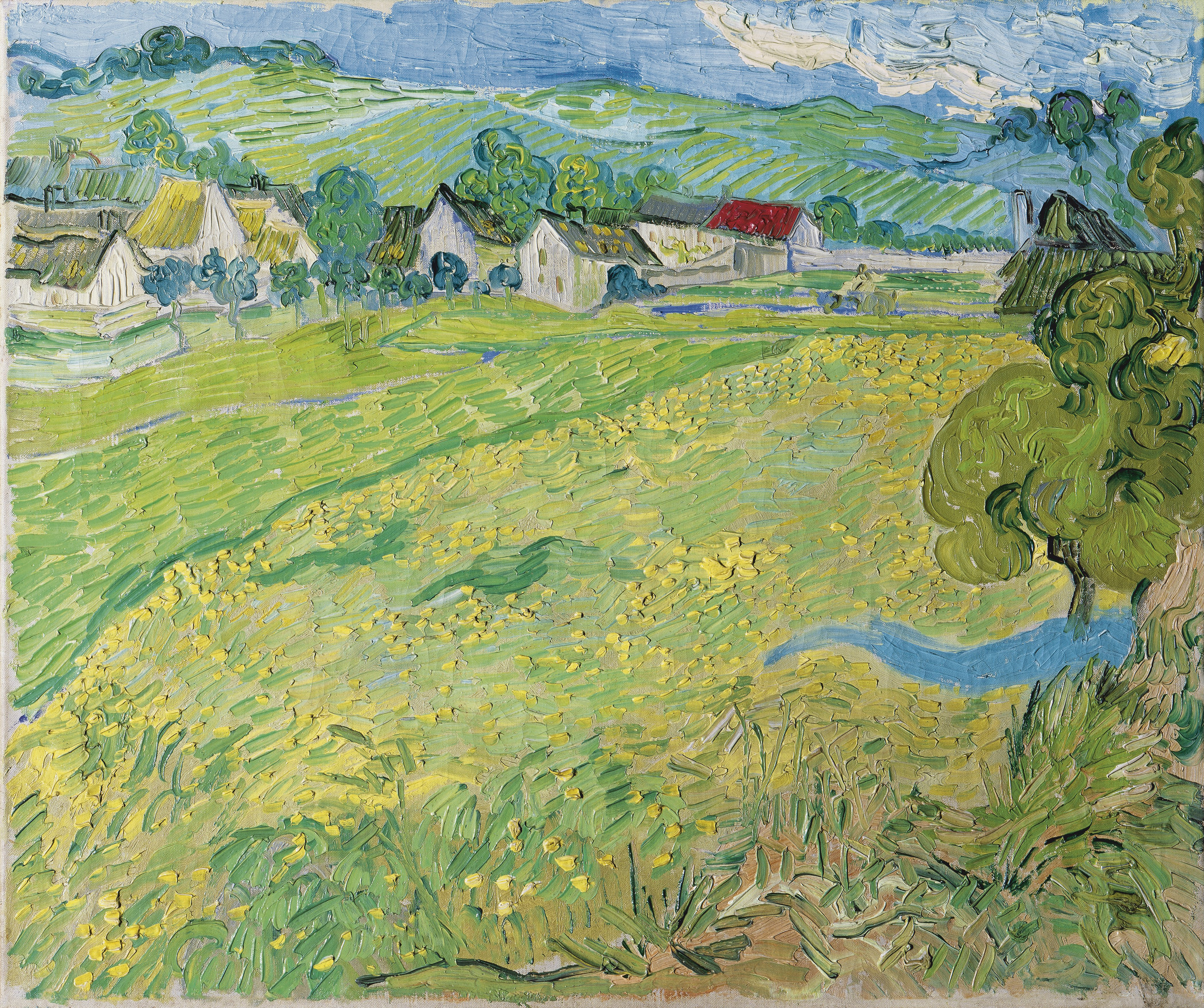
フィンセント・ファン・ゴッホ『View of Vessenots, Auvers』